# Antoni Benavent i Peraire
Antoni Benavent i Peraire (Gerri de la Sal, 1810 – 1895) fou un jurista i polític català, diputat a Corts durant el sexenni democràtic.
Es llicencià en teologia i dret civil a la Universitat de Cervera. Aconvertit al liberalisme, durant la primera guerra carlina participà en la defensa de Gerri de la Sal contra l'atac de les tropes carlines. El 1843 es va establir a Barcelona, on fou membre de la Junta Revolucionària durant la revolta de la jamància que es va oposar a la dictadura d'Espartero. Mé tard va combatre els carlins a la guerra dels Matiners. Després va obtenir la càtedra de dret canònic a la Universitat de Barcelona. Va donar suport la revolució de 1868 i fou elegit diputat per Lleida a les eleccions generals espanyoles de 1869 dins les files del Partit Republicà Democràtic Federal. Com que va donar suport a l'aixecament federalista de 1869, hagué d'exiliar-se. Va tornar de l'exili en proclamar-se la Primera República Espanyola, i quan va triomfar el cop del general Pavía es va retirar a Gerri de la Sal i no va intervenir més en política.